# Mamografia

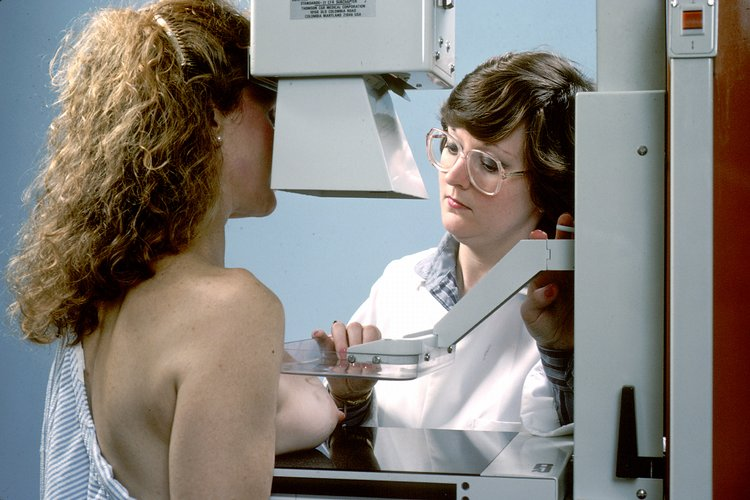
Mamografia.

Mamografia és el procediment d'utilitzar baixes dosis de raigs X (normalment al voltant de 0.7 mSv) per examinar la mamella humana i usar-ho en el diagnòstic i també com a eina de revisió. L'objectiu de la mamografia és la detecció al més aviat possible del càncer de pit, normalment a través de la detecció de masses característiques i/o de microcalcificacions. Es creu que les mamografies redueixen la mortalitat per aquest tipus de càncer. Cap altra tècnica radiològica s'ha demostrat que redueixi el risc però l'autoexamen del pit i l'examen mèdic es consideren essencials per la vigilància del pit.
En molts països la mamografia de rutina en les dones de més edat és encoratjada com una tècnica d'anàlisi per a diagnosticar el càncer. Els mamogrames han estat controvertits des de l'any 2000, quan es va publicar un article que destacava els resultats dels dos estudis de més qualitat.
Com les altres tècniques que usen raigs X es fan servir dosis de radiació ionitzant per a fer les imatges que és analitzada pels radiòlegs buscant-hi coses anormals. És habitual usar raigs X de longitud d'ona més gran que els que s'utilitzen en la radiografia dels ossos.
Fins fa poc temps, una mamografia típica obtenia dues imatges planes de cada pit, però darrerament comencen a implantar-se els tomògrafs digitals amb arc de desplaçament, que obtenen aproximadament cent imatges de cada pit. Les noves imatges venen a ser com talls fotogràfics d'un mil·límetre de gruix. Aquest nou mètode d'exploració permet de veure amb més exactitud les estructures sospitoses, així com detectar tumors malignes que poden quedar ocults quan s'examinen dones joves, atès que la població jove sol tenir el pit més fibrós i les mames més denses.

## Avaluació
Els resultats de la mamografia s'expressen sovint en termes de la categoria d'avaluació BI-RADS, sovint anomenada "puntuació BI-RADS".